# Albrecht von Roon

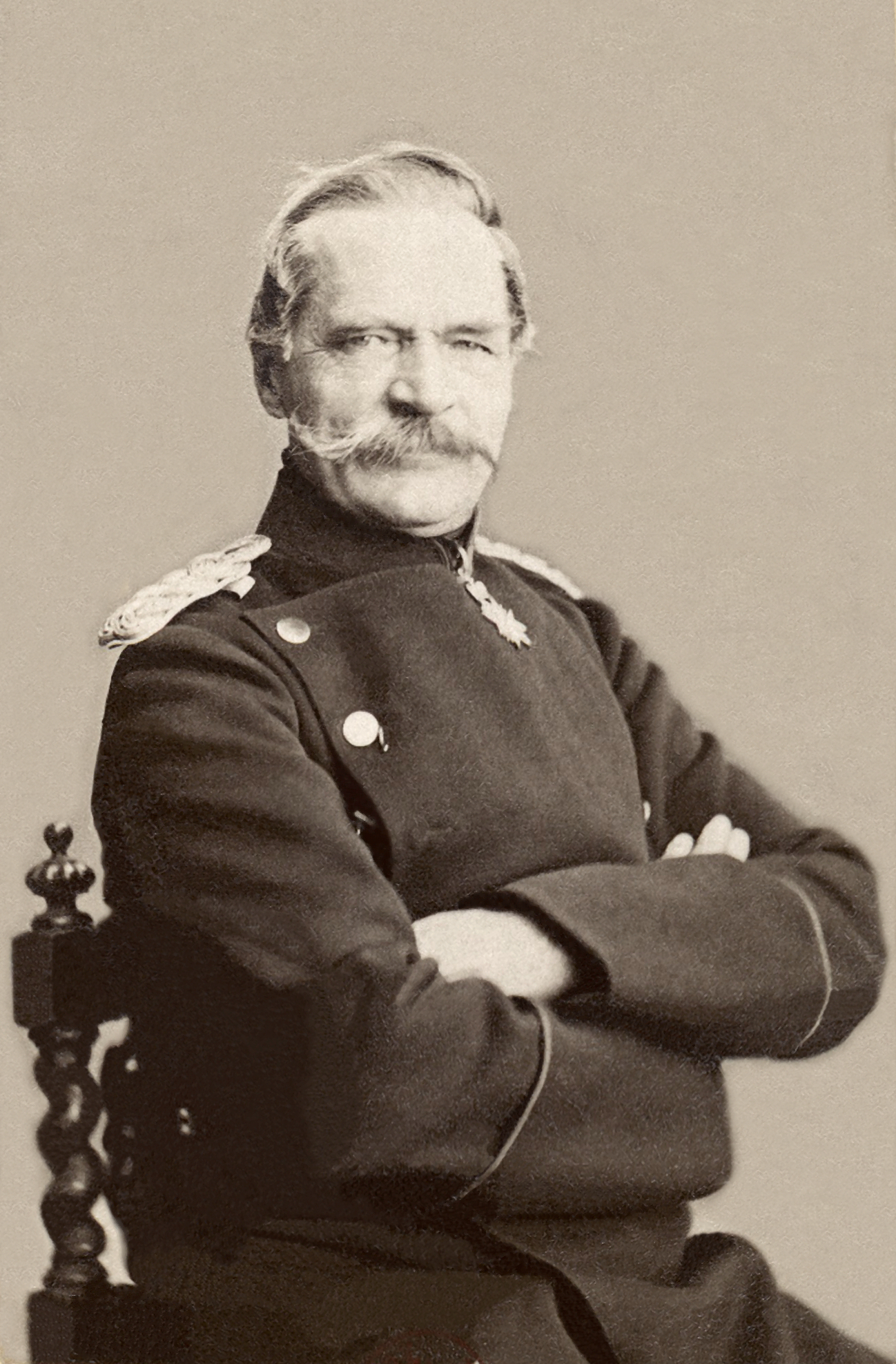
Albrecht von Roon, Fotografie von Carl Günther, 1870.

Albrecht Theodor Emil von Roon, ab 1871 Graf von Roon (* 30. April 1803 in Pleushagen bei Kolberg; † 23. Februar 1879 in Berlin), war ein preußischer Generalfeldmarschall. Als Kriegsminister hatte er wesentlichen Anteil am Erfolg Preußens in den Deutschen Einigungskriegen. Er gehört zu den bedeutendsten Heeresreformern seiner Zeit.

## Leben

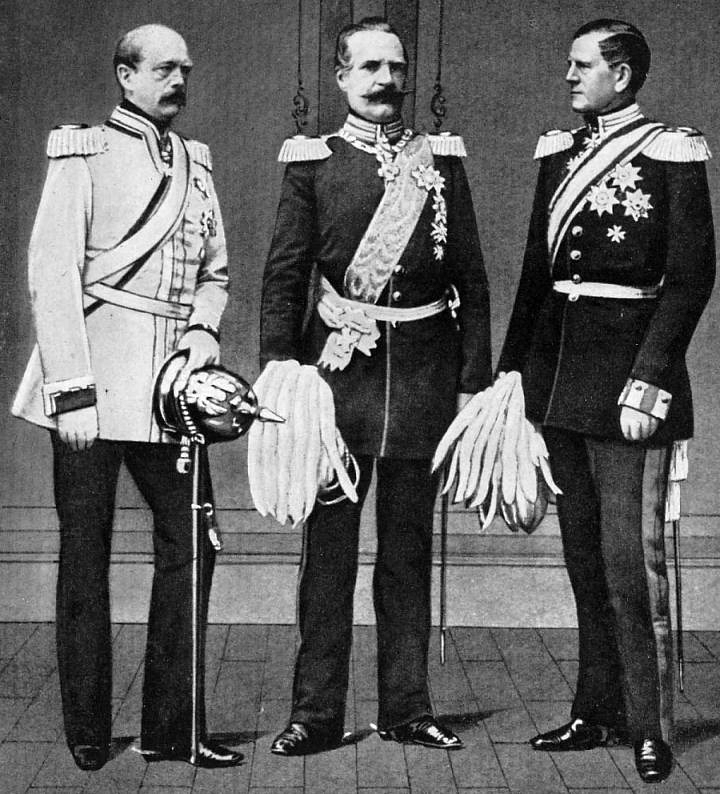
Otto von Bismarck, Albrecht von Roon, Helmuth von Moltke (von links nach rechts), Fotomontage 1863

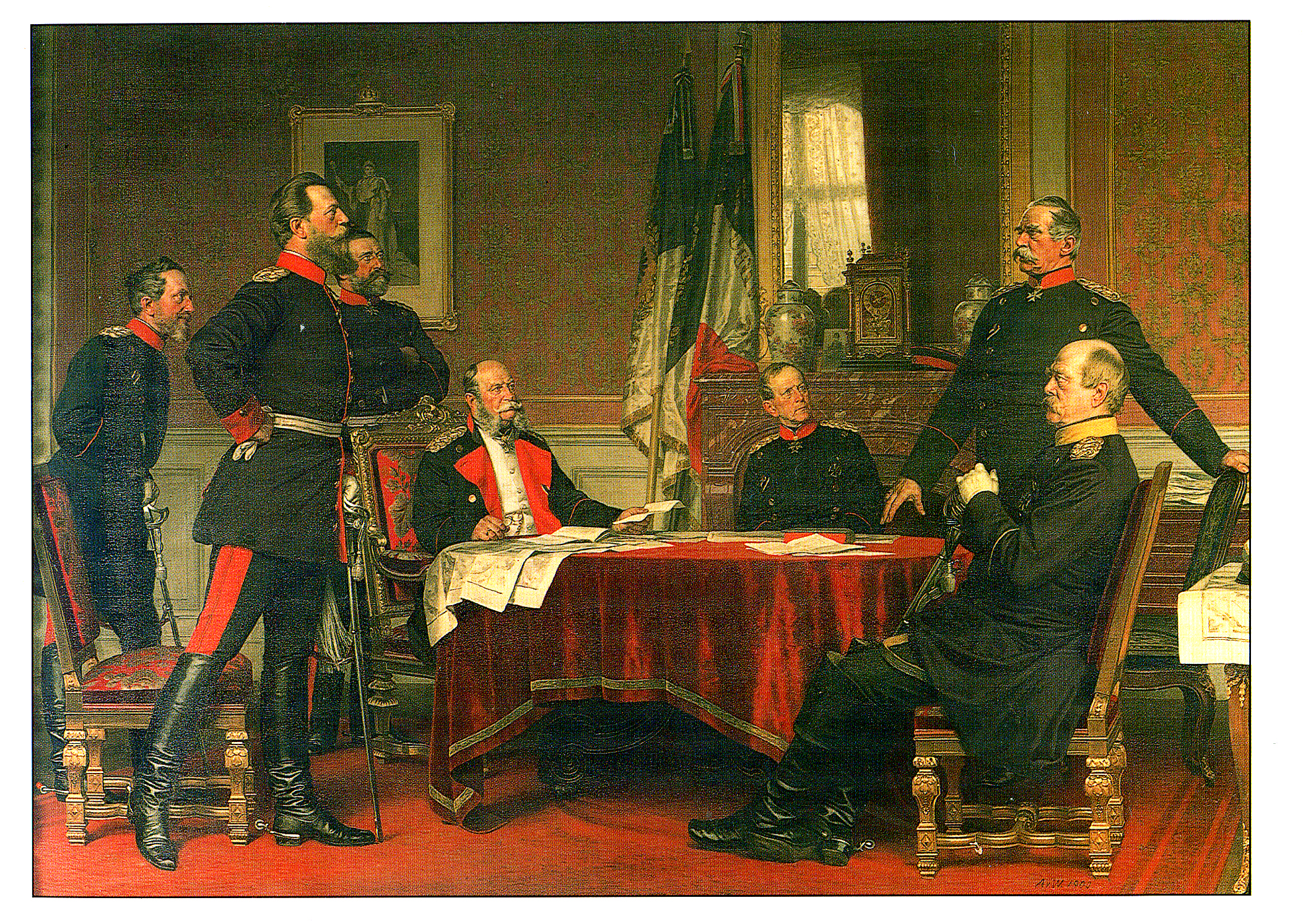
Kriegsrat in Versailles (November / Dezember 1870), Gemälde von Anton von Werner, 1900; Roon stehend rechts am Tisch zwischen Moltke und Bismarck

Albrecht von Roon war der Sohn des Heinrich Friedrich von Roon (* 17. Oktober 1768 in Berlin; † 15. Oktober 1808 in Pleushagen), preußischer Sekondeleutnant a. D., herzoglich-braunschweigischer Kammerjunker sowie Herr auf Pleushagen, Kreis Fürstenthum, und dessen Ehefrau Johanna Constantia Ulrike Albertine, geborene von Borke, verwitwete Schmied von Schmiedeseck (* August 1773 in Schwochow; † 4. Oktober 1823 in Friedensburg).
Roon lebte nach dem Tode des Vaters seit 1811 in Stettin, kam 1816 in die Kadettenanstalt der Preußischen Armee in Kulm und 1819 in die Hauptkadettenanstalt in Berlin. Ab dem 9. Januar 1821 war er Sekondleutnant im 14. Infanterie-Regiment. 1824 bis 1827 besuchte er die Allgemeine Kriegsschule in Berlin und Universitätsveranstaltungen des Geografen Carl Ritter sowie des Historikers Friedrich von Raumer. 1833 arbeitete er als Geograf für das topographische Büro des Großen Generalstabs, in den er 1836 im Rang eines Hauptmanns eintrat. Im selben Jahr heiratete er Anna Rogge, die ältere Schwester von Bernhard Rogge. Seine als Schüler Ritters veröffentlichten Arbeiten hatten den Ruf von Standardwerken. In den Jahren 1846 bis 1848 unterrichtete Roon den Prinzen Friedrich Karl und begleitete ihn während des Studiums in Bonn und auf mehreren Reisen in Deutschland, Frankreich und Italien.
Im Sommer 1849 diente Roon in Köln als Chef des Generalstabs der 15. Division unter Generalleutnant Moritz von Hirschfeld. Als dieser die Führung des Ersten der beiden von Preußen zur Niederschlagung der Revolution in der Pfalz und in Baden aufgestellten Armeekorps übernahm, blieb Roon in seinem Stab. Während des Feldzugs machte er die Bekanntschaft des Oberkommandierenden Prinz von Preußen, zu dessen ideellem Kreis er von nun an gehörte. Roon wurde an wechselnden Stellen im Generalstab und im Truppendienst eingesetzt. Im Jahr 1851 folgte die Beförderung zum Oberst, 1856 die Ernennung zum Generalmajor und 1858 die zum Kommandeur der 14. Division, immer verbunden mit Versetzungen in verschiedene Regionen der preußischen Monarchie.

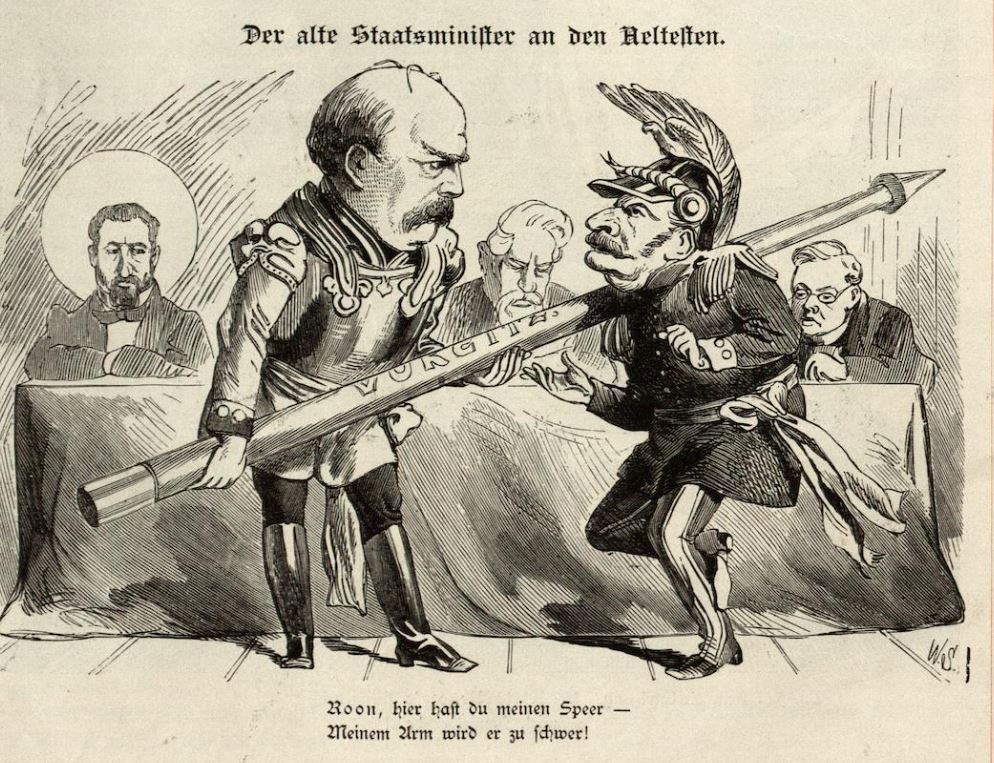
Roon übernimmt durch Bismarck den Vorsitz als dienstältester Minister im Staatsministerium (Ministerpräsident) Januar 1873, im Hintergrund Friedrich zu Eulenburg Inneres, Otto von Camphausen, Finanzen und Adolph Leonhardt, Justiz

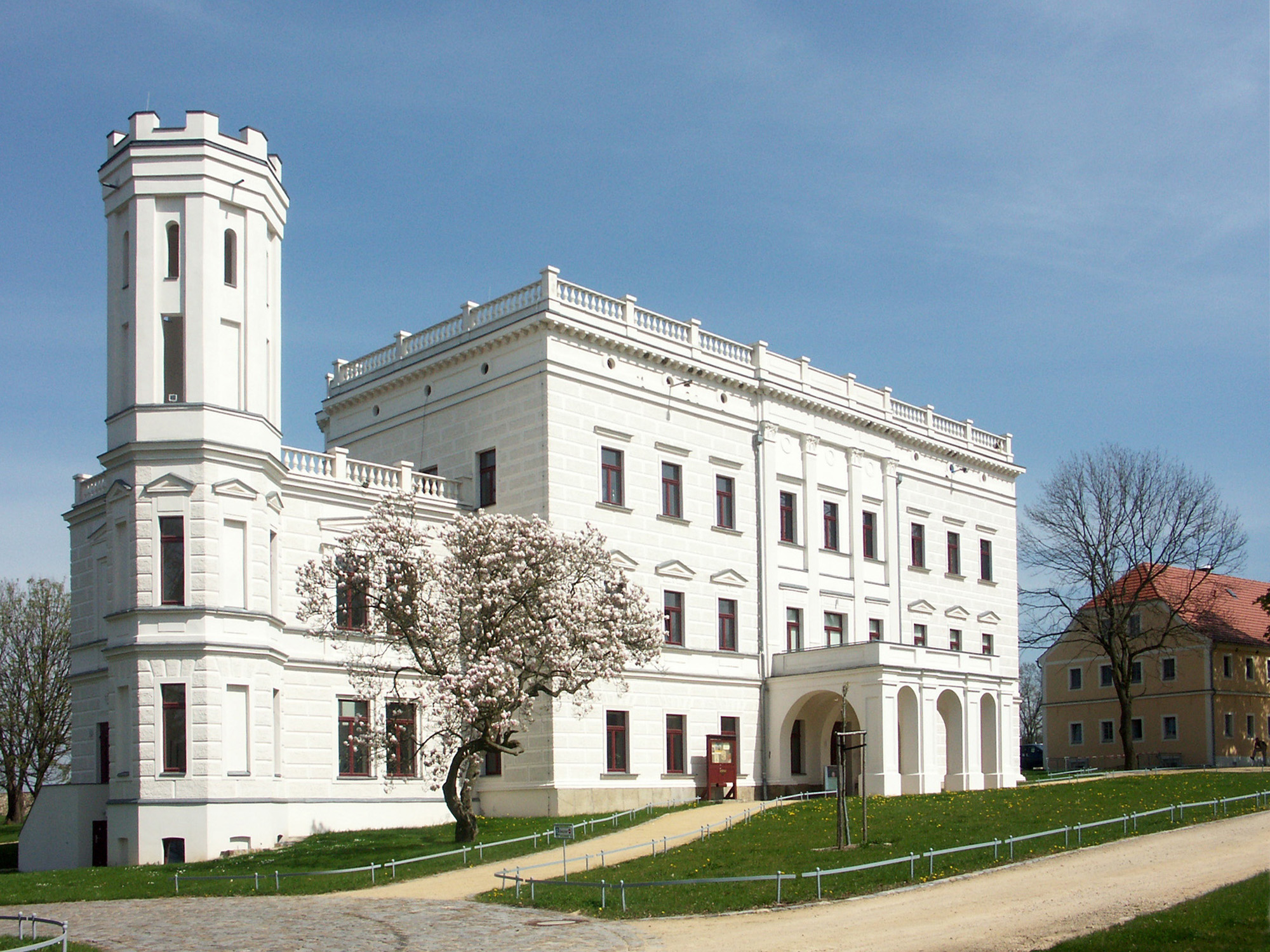
Schloss Krobnitz, Roons Alterssitz

Auf Anregung des Prinzen von Preußen hatte Roon, zurückgezogen in Kolberg, im Sommer 1858 eine Denkschrift zu Fragen der Modernisierung des preußischen Kriegswesens verfasst. Sie fiel ganz im Sinne Otto von Bismarcks und des Prinzen im heraufziehenden preußischen Verfassungskonflikt aus. Nach dem Beginn seiner Regentschaft berief der Prinz von Preußen Roon 1859 in die Kommission zur Reorganisation des Heeres, ernannte ihn im Dezember 1859 zum Kriegsminister und nach seiner Thronbesteigung als Wilhelm I. 1861 zusätzlich zum Marineminister. Als fraktionsloser Abgeordneter im preußischen Abgeordnetenhaus, dem er in den Jahren 1859 bis 1860 und 1863 bis 1870 angehörte, verteidigte Roon die Heeresreform gegen die Mehrheit kompromisslos und rhetorisch gewandt.
Als Wilhelm im Kampf um die Heeresreform aufgeben wollte, sandte Roon an Bismarck am 18. September 1862 ein denkwürdiges Telegramm mit dem Satz: „Periculum in mora. Dépêchez-vous!“ („Gefahr im Verzug! Beeilen Sie sich!“). Das Telegramm veranlasste Bismarck, von seinem Pariser Botschafterposten nach Berlin zurückzukehren, wo der König ihn zum Ministerpräsidenten ernannte.
An Bismarcks Seite führte Roon anschließend gegen eine starke liberale Opposition die Modernisierung des Heeres durch. In der deutschen Öffentlichkeit stieg Roons Ansehen wie das Bismarcks und Helmuth von Moltkes, als sich 1864 bzw. 1866 in den Kriegen gegen Dänemark und Österreich Erfolge in der Lösung der Deutschen Frage durch Blut und Eisen bemerkbar gemacht hatten. Der Preußische Landtag bewilligte ihnen Dotationen. Nach der Schlacht bei Königgrätz erhielt Roon den Schwarzen Adlerorden.
Der König erhob Roon am 16. Juni 1871, am Tag der glänzenden Berliner Siegesparade, für seine Verdienste um die siegreichen Einigungskriege in den preußischen Grafenstand und berief ihn 1872 als lebenslanges Mitglied ins Herrenhaus. Der Reichstag, dessen Vorgänger, dem Norddeutschen Reichstag, Roon als Mitglied der konservativen Fraktion für den Wahlkreis Teltow-Beeskow-Storkow bis 1868 angehört hatte, sprach ihm eine Dotation von 300.000 Talern zu.
Am 1. Januar 1873 berief Wilhelm I. Roon zum preußischen Ministerpräsidenten und ernannte ihn zum Generalfeldmarschall. Es kam jedoch infolge der auch aus gesundheitlichen Gründen offenkundigen Überforderung Roons im Amt des preußischen Ministerpräsidenten während des Kulturkampfes nicht zu der erhofften Entlastung Bismarcks als Reichskanzler. Zum wiederholt erbetenen Abschied am 9. November 1873 verlieh ihm Wilhelm I. die Brillanten zum Schwarzen Adlerorden.

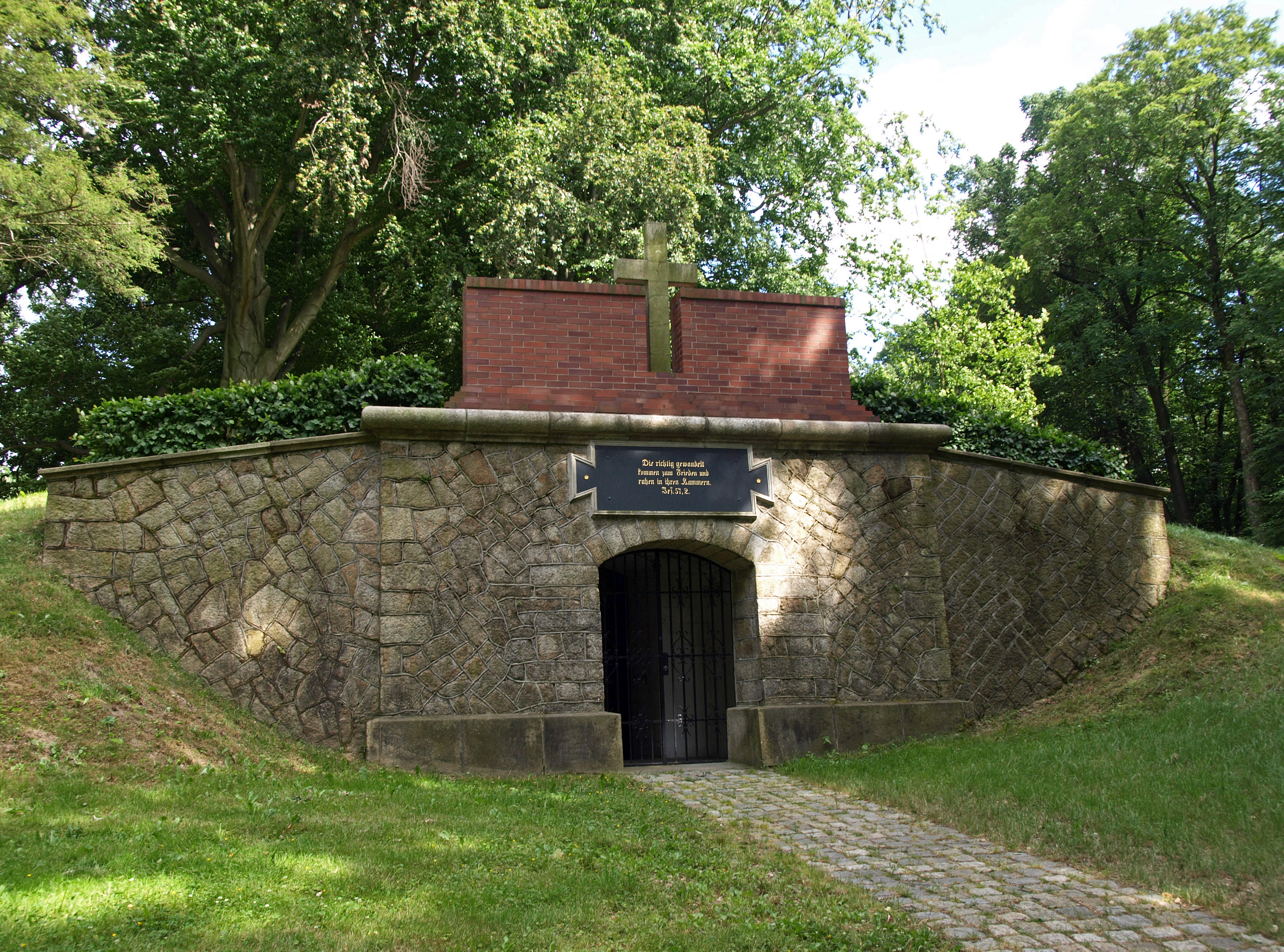
Familiengruft derer von Roon im Park von Schloss Krobnitz

Roon hatte 1868 das Schloss Gütergotz bei Potsdam erworben, es verschönert und den Park neu angelegt. Nach seinem Abschied verkaufte er das Anwesen und zog sich auf das Schloss Neuhof bei Coburg in Franken zurück. In Reichenbach kaufte er am 6. September 1873 das Schloss Krobnitz. Dort verbrachte Roon seine letzten Lebensjahre und fand in der Familiengruft seine letzte Ruhe.

## Familie
Albrecht von Roon entstammte der calvinistischen Familie de Ron bzw. van Ron (auch Deron bzw. de Rhon/Rhoon oder de Rohn), welche Mitte des 16. Jahrhunderts aus konfessionellen Gründen aus Wallonien in die Reichsstadt Frankfurt am Main emigriert war, wo sich die Angehörigen der Familie als Kaufleute niederließen, später auch als Beamte und Offiziere in Berlin und Frankfurt (Oder). Der Stammvater in Frankfurt am Main war Isaak de Ron (urkundlich 1589–† 1603), der ein Sohn des Färbers Blaise de Ron war, der 1559 urkundete, und Schwiegersohn des Seidenfärbers Adrian Lernou. Dessen Sohn war Isaak de Ron, 1620 Schwiegersohn des Johann Ploiart, Spezereihändler, dann Gasthalter zum weißen Schwan, Vater des Frankfurter Bankiers Johann Martin de Rhon (1645–1722), dessen gleichnamiger Sohn mit Reneé Susanne d’Orville verheiratet war. Roons Großvater Johann Noah de Ron (1732–1820) war Kaufmann; erst in Frankfurt am Main, dann in Berlin.
Roon heiratete am 2. September 1836 Anna Rogge (1818–1885) in Groß Tinz bei Liegnitz. Sie war die Tochter des preußischen Militärpfarrers Wilhelm Rogge (1790–1870) und dessen Ehefrau Auguste Wolfram. Sein Schwager Bernhard Rogge (1831–1919) war Hofprediger und wurde 1906 Ehrenbürger von Potsdam. Roon hatte folgende Kinder:
- Waldemar (1837–1919), preußischer Generalleutnant ⚭ Magdalene von Blanckenburg (1845–1915), Tochter des Moritz von Blanckenburg (1815–1888)
- Bernhard (1838–1870), preußischer Hauptmann, erlag am 3. September 1870 im Lazarett La Moncelle einer Verwundung in der Schlacht von Sedan[10]
- Arnold (1840–1906), preußischer General der Infanterie ⚭ Helene von Langenbeck (1848–1907), Tochter des Bernhard von Langenbeck (1810–1887)
- Elisabeth (1842–1908) ⚭ Heinrich von Brauchitsch (1831–1916)
- Hedwig (1843–1927) ⚭ Eugen von Wißmann (1841–1912), preußischer Rittmeister
- Wilhelm (1844–1890) ⚭ Emmy (Wally) Karoline Helene Amalie von Zeschau (* 1857), Tochter des Hugo Balthasar von Zeschau (* 1826)
- Josua (1852–1859)

Albrecht von Roon ist durch seine Urenkelin Benita von Roon (1922–2010) ein Ururgroßvater des deutsch-türkischen Journalisten und Autors Hasan Cobanli.

## Wappen
Das Wappen derer von Roon ist im Adelslexicon der Preußischen Monarchie von 1856 verzeichnet: es ist mit einem Herzschild belegt, darin ein von einem Balken überdeckter Bär; der Hauptschild ist gespalten und rechts geteilt, oben ein gekrönter Löwe, links zwei ins Andreaskreuz gestellte geastete Baumstämme. Das gebesserte Wappen wurde 1871 mit dem preußischen Grafenstand an Albrecht von Roon verliehen.

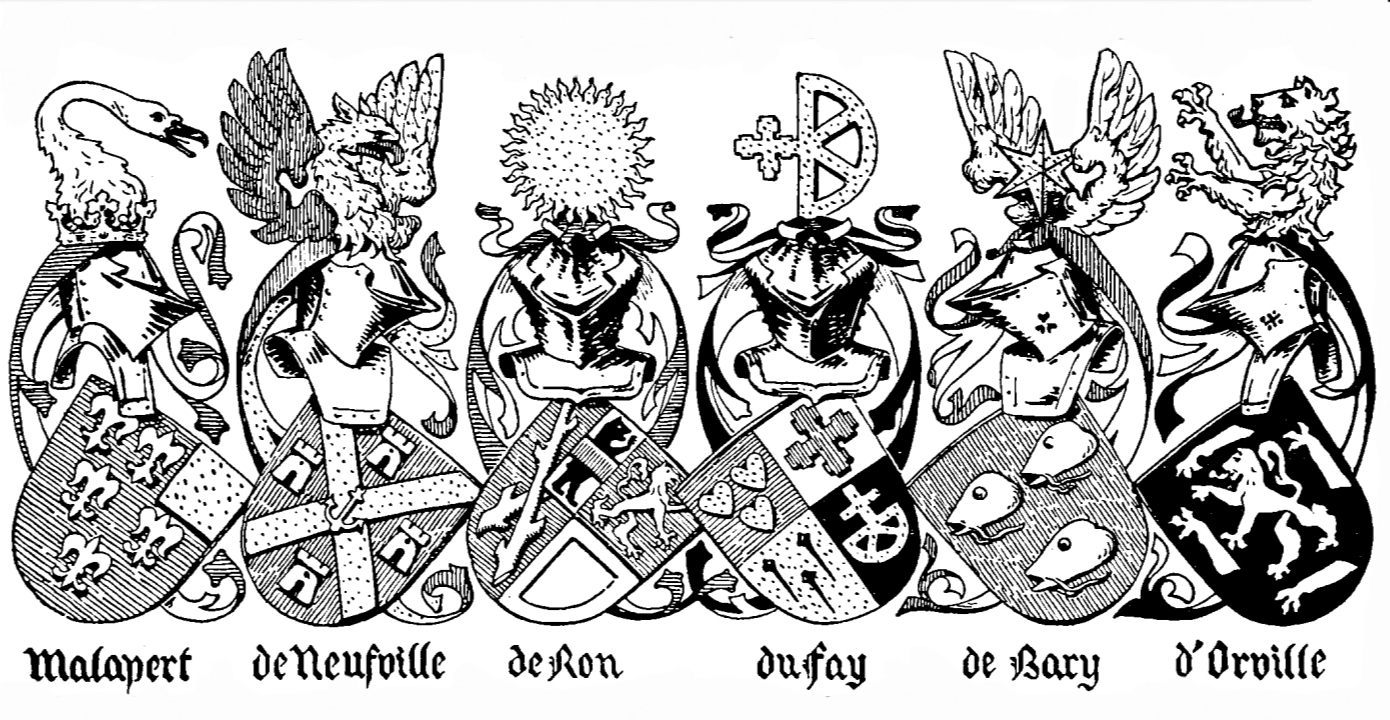
Wappen von reformierten Frankfurter Kaufmannsfamilien, um die Mitte 16. Jahrhundert zugezogen: 3. Wappen: de Ron (später von Roon)
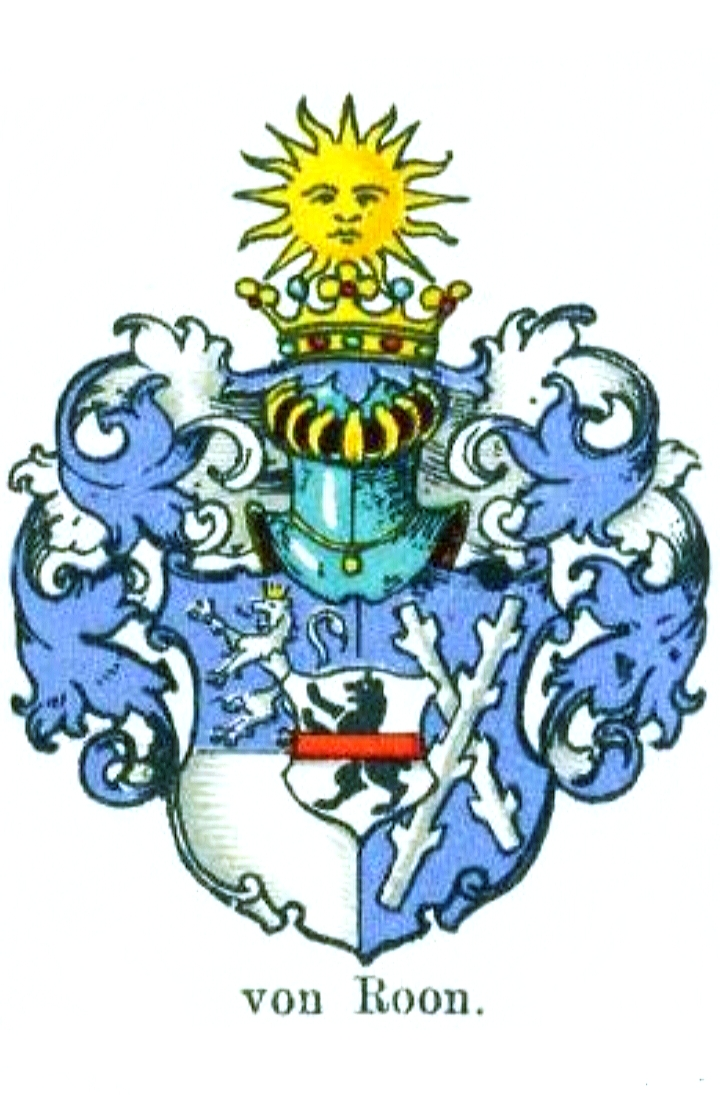
Altes Adelswappen derer von Roon (vor Erhebung in den preußischen Grafenstand)
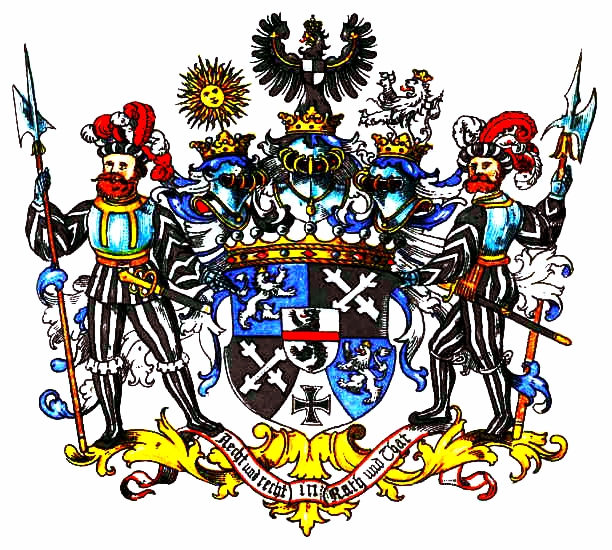
Gebessertes Wappen, 1871 mit dem preußischen Grafenstand an Albrecht von Roon verliehen

## Ehrungen

### Orden, Namensvergaben
Wilhelm I. dekorierte Roon während des Deutsch-Französischen Krieges am 28. Oktober 1870 mit dem Pour le Mérite. Neben der Standeserhöhung im Jahr 1871 zeichnete er ihn mit den höchsten preußischen Orden aus: neben dem Schwarzen Adlerorden (1866) mit dem Großkreuz des Roten Adlerordens mit Eichenlaub und Schwertern und mit Schwertern am Ring. Roon trug Orden zahlreicher deutscher und europäischer Staaten, darunter das Großkreuz der Ehrenlegion (1864).
Wilhelm II. benannte in seiner Eigenschaft als König von Preußen im Jahre 1889 das Füsilier-Regiment „Graf Roon“ (Ostpreußisches) Nr. 33, dessen Chef Roon seit dem 23. April 1864 gewesen war. Außerdem wurde der 1903 vom Stapel gelaufene Große Kreuzer Roon und, damit verbunden, die Roon-Klasse nach ihm benannt.
Eine Insel im Spitzbergen-Archipel heißt Roonøyane, ein Gletscher Roonbreen.
In zahlreichen deutschen Städten gibt es nach Roon benannte Straßen. So befindet sich die Synagoge Köln an der Roonstraße in Köln.

### Büsten, Standbilder und Denkmäler
Am Bismarckturm in Aachen befindet sich eine Büste, die von dem Bildhauer Karl Krauß entworfen wurde.
Das Roon-Denkmal in Berlin am nordwestlichen Rand des Großen Sterns im Großen Tiergarten von Harro Magnussen war 1904 zunächst am Anfang der Mittelpromenade der Alsenstraße am nördlichen Rand des Königsplatzes aufgestellt worden. Es war rund neun Meter hoch, die fünf Meter große in Bronze gegossene Plastik zeigt Roon aufrecht stehend in Uniform mit herabgesunkenem Mantel und abgenommener Pickelhaube. Den Denkmalsockel aus schwarzem schwedischen Granit mit einem an der Vorderseite herausgemeißelten Eisernen Kreuz zierte ein halbkreisförmiger Umbau mit zwei bronzenen Lorbeerkranz an den Enden. In den Jahren 1938–1939 ließ Albert Speer im Zuge der Umformung Berlins zur „Reichshauptstadt Germania“ die Monumente für Roon, Bismarck und Helmuth von Moltke sowie die Siegessäule vom Königsplatz an den heutigen Standort versetzen, der als „Forum des Zweiten Reiches“ gedacht war. Dabei verlor das Roon-Denkmal seinen Unterbau und kam auf einen schlichten, etwas erhöhten Muschelkalksockel, um es an das Moltke-Denkmal anzugleichen.
In Görlitz wurde auf dem Wilhelmsplatz am 25. Juni 1895 ein Bronzestandbild Roons eingeweiht. Dort stand es fast 44 Jahre, bis es im Mai 1939 in den Otto-Müller-Park (heute Park des Friedens) umgesetzt wurde, um dem Reiterdenkmal für Kaiser Wilhelm I. Platz zu machen. Im Jahr 1942 gab Görlitz die Statue für Rüstungszwecke an die Metallspende des deutschen Volkes ab.
Eine ebenfalls von der Stadt Görlitz 1902 durch Harro Magnussen in der Oberlausitzer Ruhmeshalle errichtete Bronzestatue Roons entfernten 1945 polnische Soldaten anlässlich der Inbesitznahme des östlich der Neiße gelegenen Gebäudes durch die Volksrepublik Polen.
Die Deutsche Burschenschaft ehrte Roon 1902 durch den Bildhauer Selmar Werner im Burschenschaftsdenkmal in Eisenach mit einer Statue.
In der Stadt Herford-Laar wurde ein Gedenkstein mit einem Bronzebildnis Roons errichtet. Dies ist ein Werk des Bildhauers Heinrich Wefing.

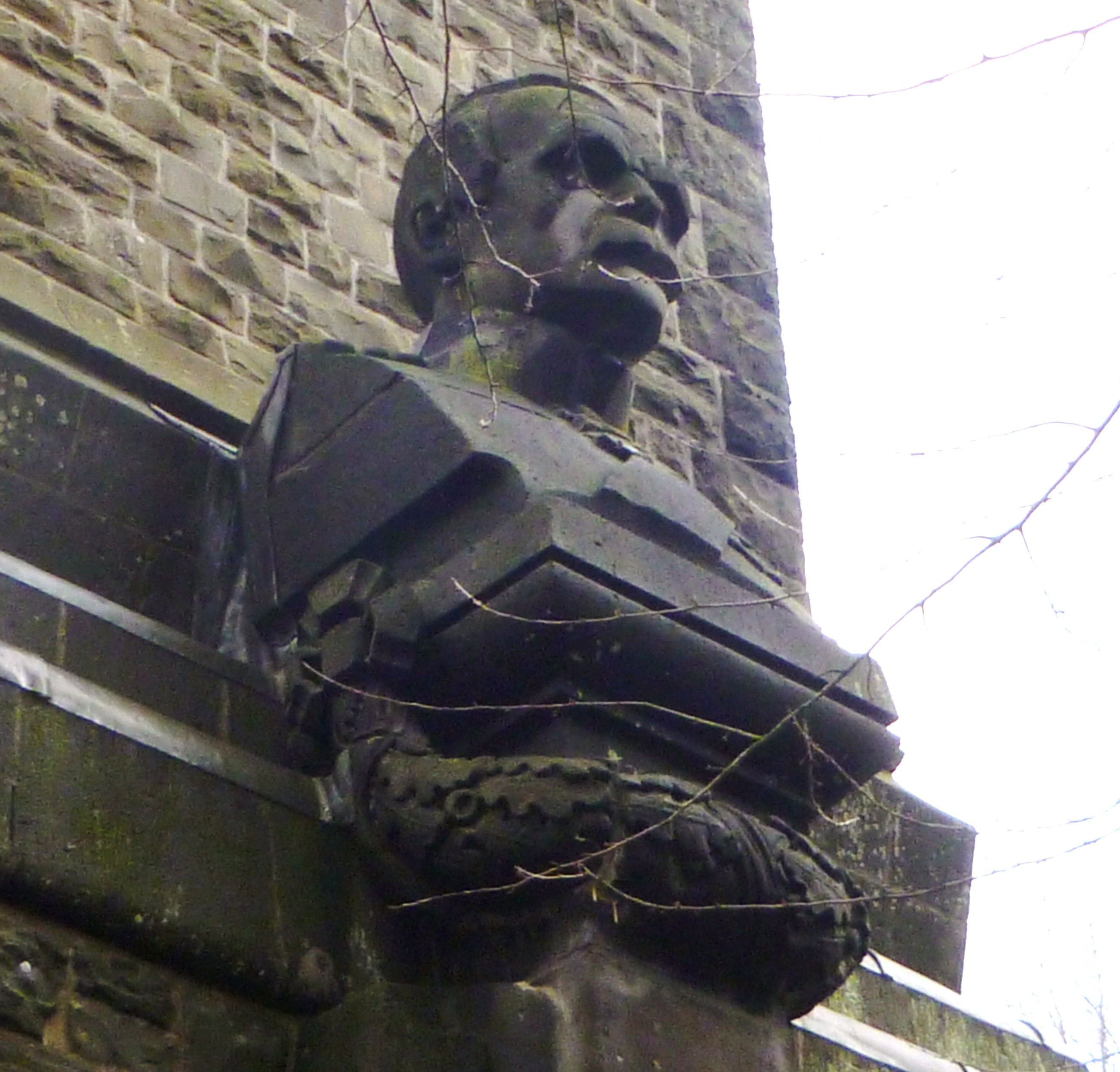
Büste Albrecht v. Roon, Bismarckturm Aachen
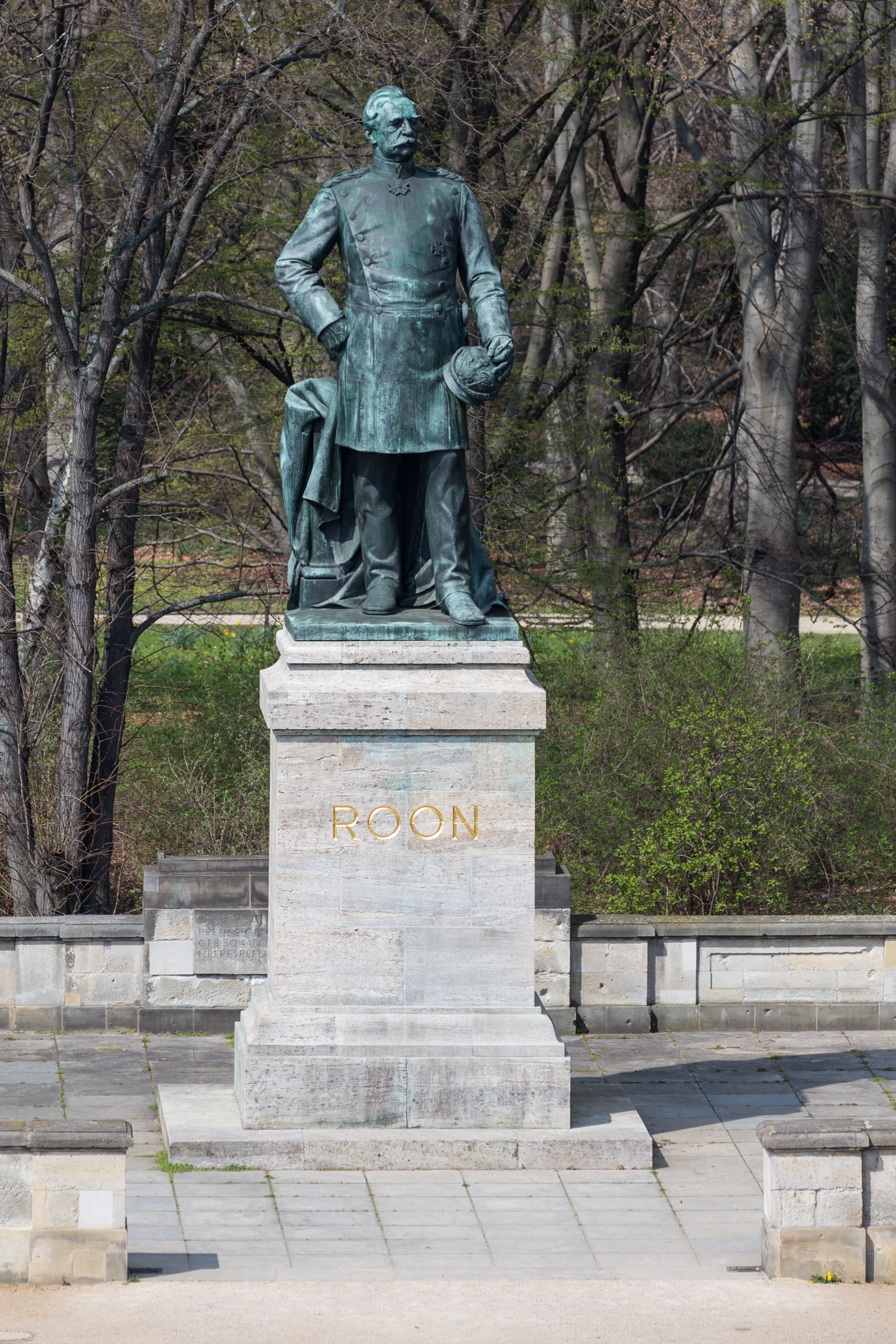
Roon-Denkmal am Großen Stern in Berlin
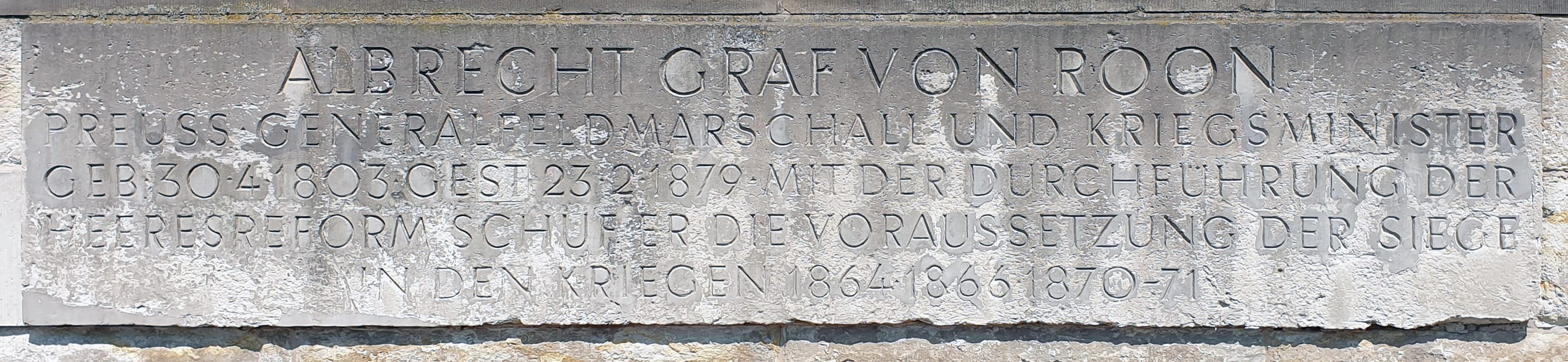
Gedenktafel am Roon-Denkmal in Berlin
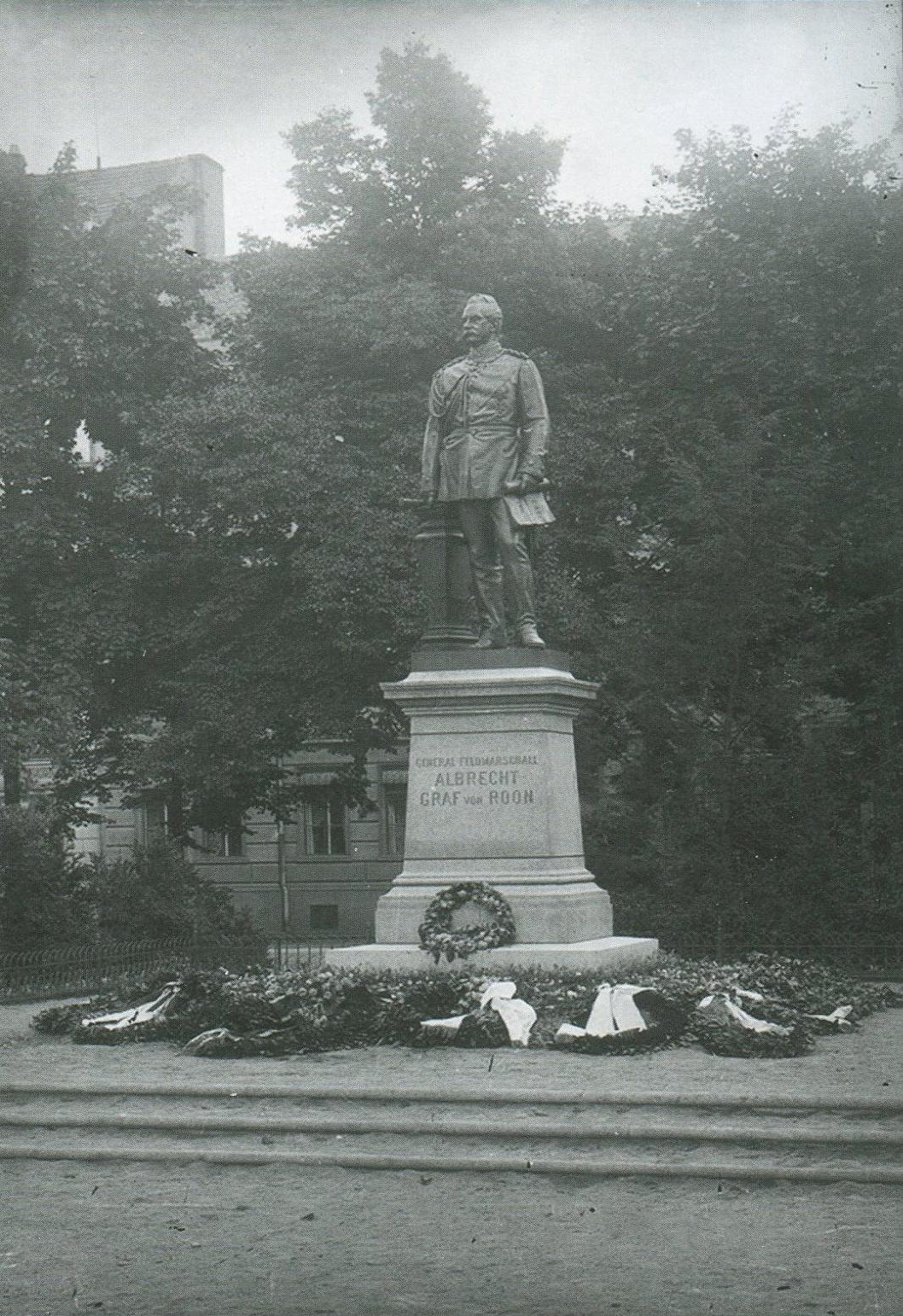
Roon-Denkmal auf dem Wilhelmsplatz in Görlitz (nicht erhalten)
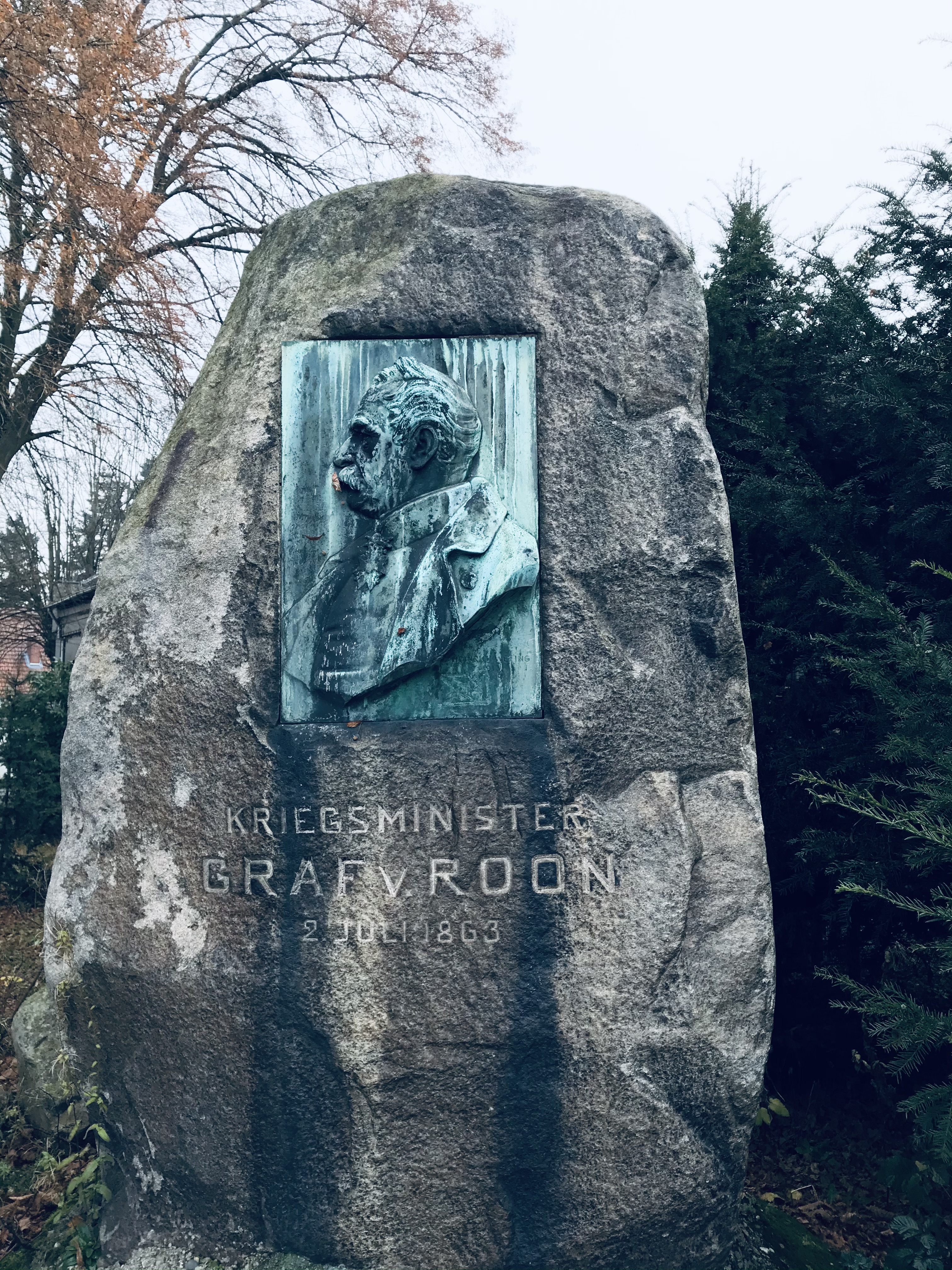
Denkmal für A. von Roon in Herford-Laar.

## Werke (Auswahl)
- Grundzüge der Erd-, Völker- und Staatenkunde. 1832, 1839–1844 erweitert auf 3 Bände
- Die Anfangsgründe der Erd-, Völker- und Staatenkunde. Berlin 1834.
- Militärische Länderbeschreibung von Europa. Berlin 1837. (veröffentlicht als Militairische Länderbeschreibung von Europa)
- Die iberische Halbinsel. 1837.
- Das Kriegstheater zwischen Ebro und Pyrenäen. Berlin 1839.